# Liste der Biografien/Smits
Liste der Biografien |
Portal Biografien |
Personensuche
# |
A |
B |
C |
D |
E |
F |
G |
H |
I |
J |
K |
L |
M |
N |
O |
P |
Q |
R |
S |
T |
U |
V |
W |
X |
Y |
Z |
?
 
Sa |
Sb |
Sc |
Sd |
Se |
Sf |
Sg |
Sh |
Si |
Sj |
Sk |
Sl |
Sm |
Sn |
So |
Sp |
Sq |
Sr |
Ss |
St |
Su |
Sv |
Sw |
Sy |
Sz
 
Sma |
Smb |
Sme |
Smi |
Smj |
Smo |
Smr |
Smu |
Smy
 
Smia |
Smic |
Smid |
Smie |
Smig |
Smij |
Smik |
Smil |
Smir |
Smis |
Smit
 
Smita |
Smite |
Smith |
Smitk |
Smitr |
Smits |
Smitt
Die Liste der Biografien führt alle Personen auf, die in der deutschsprachigen Wikipedia einen Artikel haben. Dieses ist eine Teilliste mit 24 Einträgen von Personen, deren Namen mit den Buchstaben „Smits“ beginnt.

## Smits
- Smits, Derrik (* 1996), US-amerikanisch-niederländischer Basketballspieler
- Smits, Eugène (1826–1912), belgischer Porträtmaler
- Smits, Glenn (* 1990), niederländischer Tennisspieler
- Smits, Hans (* 1956), niederländischer Wasserballspieler
- Smits, Harm (1923–1988), niederländischer Radrennfahrer
- Smits, Hendrik (1907–1976), niederländischer Steuermann im Rudern
- Smits, Henk (* 1947), niederländischer Radsportler
- Smits, Inger (* 1994), niederländische Handballspielerin
- Smits, Jakob (1855–1928), niederländisch-flämischer Maler
- Smits, Jasper (* 1981), niederländischer Schauspieler, Moderator und Model
- Smits, Jimmy (* 1955), US-amerikanischer SchauspielerJimmy Smits (* 1955)

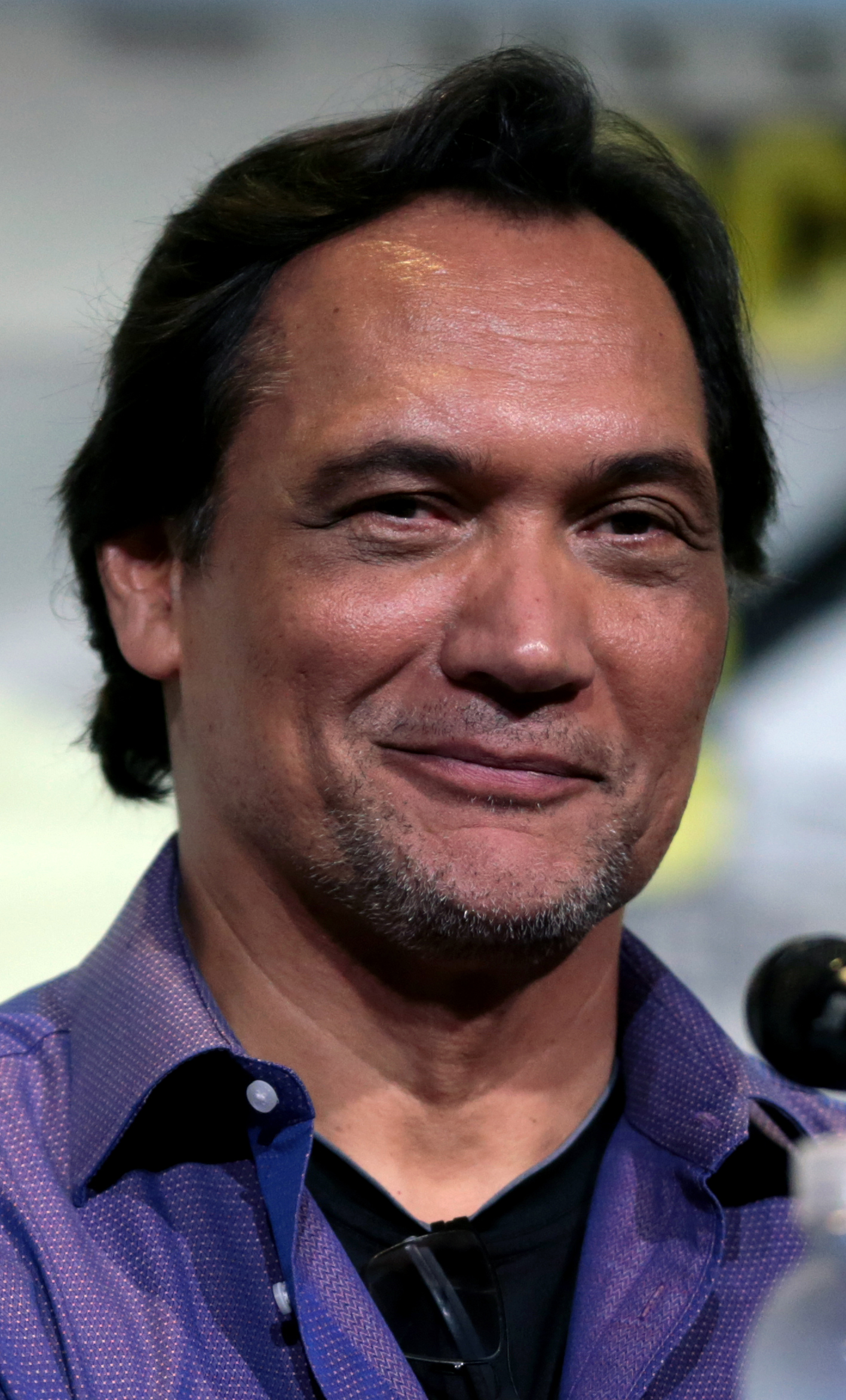
Jimmy Smits (* 1955)

- Smits, Joëlle (* 2000), niederländische Fußballspielerin
- Smits, Jorn (* 1992), niederländischer Handballspieler
- Smits, Kay (* 1997), niederländischer Handballspieler
- Smits, Munia (* 1999), belgische Handballspielerin
- Smits, Peter (* 1989), deutscher Verfasser von Videos über Computerspiele („Let’s Play“)
- Smits, Raphaëlla (* 1957), belgische klassische Gitarristin
- Smits, Rik (* 1966), niederländischer Basketballspieler
- Smits, Robert-Jan (* 1958), niederländischer EU-Beamter und Generaldirektor
- Smits, Seppe (* 1991), belgischer Snowboarder
- Smits, Sonja (* 1958), kanadische Schauspielerin
- Smits, Wendy (1983–2022), niederländische Handballspielerin
- Smits, Willie (* 1957), indonesischer Forstwissenschaftler und Tierschützer
- Smits, Xenia (* 1994), deutsche Handballspielerin